# Knowles Passage
Knowles Passage är ett sund i Antarktis. Det ligger i Östantarktis. Australien gör anspråk på området.